# Jordi Bolòs
Jordi Bolòs (o Jordi Bolòs i Masclans) (Barcelona, 1955) es historiador medievalista español. 

## Biografía
Catedrático de la Universidad de Lérida. Ha centrado sus investigaciones en la sociedad medieval catalana rural y urbana (Lérida, siglos XIV y XV) y en el paisaje histórico. Ha publicado varios atlas históricos de los condados carolingios de Besalú, Ampurias-Perelada, Gerona, Osona, Manresa, Urgel y Rosellón, Conflent, Vallespir y Fenouillèdes, en colaboración con Víctor Hurtado. Participó en la realización del RAC I (Repertori d'Antropònims catalans dels segles IX i X), conjuntamente con Josep Moran, publicado por el Instituto de Estudios Catalanes. Coordinó la sección de arquitectura civil y militar y arqueología de la obra Catalunya Romànica, editada por la Gran Enciclopedia Catalana. Su tesis de doctorado, dedicada a estudiar el monasterio de Santa Maria de Serrateix (Bergadá), ha aparecido publicada en 2006. Se ha aproximado al conocimiento de la vida cotidiana medieval, mediante la realización de excavaciones arqueológicas (Mas B de Vilosiu) y el estudio de los documentos escritos. Editor de la publicación Territori i Societat a l'Edat Mitjana, de la Universidad de Lérida. En 2007, ha publicado el volumen Estudiar i gestionar el paisatge històric medieval y ha impulsado el Manifiesto para el estudio y la conservación del paisaje histórico en Cataluña y el resto de Europa.